# Abdysz-Ata Kant
Abdysz-Ata Kant (kirg. Футбол клубу «Абдыш-Ата» Кант) – kirgiski klub piłkarski, mający siedzibę w mieście Kant, na północy kraju.

## Historia
Chronologia nazw:
- 2000: Tungucz Kant (ros. «Тунгуч» Кант)
- 2000: Abdysz-Ata Kant (ros. «Абдыш-Ата» Кант)

Piłkarski klub Abdysz-Ata został założony w miejscowości Kant w roku 2000 i reprezentował firmę "Abdysz-Ata", która przejęła w 2000 bankrutujące przedsiębiorstwo "Tungucz Kant". W 2000 jako Tungucz Kant startował w Pucharze Kirgistanu, a w 2001 zespół debiutował w Pierwszej Lidze Kirgistanu, w której zajął drugie miejsce w grupie północnej. W 2002 zdobył mistrzostwo w grupie północnej i w 2003 debiutował w Wyższej Lidze, gdzie najpierw zajął 7.miejsce w grupie północnej a potem grał w północnej grupie spadkowej. W 2004 był piątym, a w 2005 czwartym w końcowej klasyfikacji. Od 2006 przez kolejne cztery sezony zdobywał srebrne medale mistrzostw. Potem również zajmował czołowe miejsca.

## Sukcesy

### Trofea międzynarodowe
Nie uczestniczył w rozgrywkach azjatyckich (stan na 23-12-2023).

### Trofea krajowe
| \| \| Zdobyte trofea w rozgrywkach Kirgistanu (stan na: 10-12-2024) \| |                                                               |      |                              |
| Rozgrywki                                                              | Osiągnięcie                                                   | Razy | Sezon(y)                     |
| Mistrzostwo                                                            | I miejsce                                                     | 3    | 2022, 2023, 2024             |
| Mistrzostwo                                                            | II miejsce                                                    | 5    | 2006, 2007, 2008, 2009, 2014 |
| Mistrzostwo                                                            | III miejsce                                                   | 5    | 2010, 2011, 2013, 2015, 2018 |
| Puchar                                                                 | zdobywca                                                      | 5    | 2007, 2009, 2011, 2015, 2022 |
| Puchar                                                                 | finalista                                                     | 1    | 2014                         |
| Superpuchar                                                            | zdobywca                                                      | 1    | 2016                         |
| Superpuchar                                                            | finalista                                                     | 1    | 2012                         |
| II liga                                                                | I miejsce                                                     | 1    | 2002 (gr.północna)           |
| II liga                                                                | II miejsce                                                    | 1    | 2001 (gr.północna)           |
| II liga                                                                | III miejsce                                                   | 0    |                              |
| Kirgistan                                                              | Zdobyte trofea w rozgrywkach Kirgistanu (stan na: 10-12-2024) |      |                              |

### Inne trofea
- Puchar WNP:
  - 4.miejsce w grupie: 1995, 1996

- Puchar Ala-Too:
  - zdobywca: 2010

## Stadion
Klub rozgrywa swoje mecze domowe na stadionie Sportkompleks Abdysz-Ata w Kant, który może pomieścić 3000 widzów.